# Clayton-Ringe
Clayton-Ringe sind breite, konische, offene Keramikringe, die in der östlichen Sahara gefunden wurden. Sie ähneln Tongefäßen ohne Boden und wurden stets zusammen mit Lochscheiben aus keramischem Material gefunden. Untersuchungen ergaben, dass sie aus der Prädynastischen Zeit des Alten Ägypten stammen. Alle Fundstellen liegen in der Wüste abseits des Niltals. Ihre Funktion für die Menschen der frühen Epoche ist ungeklärt.
Die Ringe wurden 1932 vom englischen Wüstenforscher Patrick Clayton (1896–1962) östlich des Gebel Kamil in Ägypten, nahe der Grenze zum Sudan, erstmals entdeckt. Die in der wissenschaftlichen Literatur nach Clayton benannten Ringe blieben viele Jahrzehnte von den Forschern kaum beachtet.
Weitere Ringe wurden vom deutschen Afrikaforscher Rudolph Kuper (geb. 1937) in der ägyptischen Ostsahara entdeckt. Die gleichen Objekte wurden nahe der libyschen Grenze und bei Dachla gefunden. Die Tonobjekte lagen oft in Felsnischen. Mittels der C14-Methode konnte das Alter über Beifunde auf die Zeit um 3000 v. Chr. datiert werden. Clayton-Ringe sind in der östlichen Sahara an vielen Stellen gefunden worden, jedoch bei keiner der zahlreichen Ausgrabungen entlang des Nils. Das Hauptziel eines im Jahre 1995 begonnenen deutschen Forschungsprojekts war die kulturelle und ökologisch-klimatische Anpassung der Wüstenbewohner während der holozänen Nassphase (Ostsahara-Monsun), die von 8000 bis 3300 v. Chr. andauerte.
Es wurden inzwischen über 40 Plätze entdeckt, die 150 Stücke der rätselhaften Keramik aufweisen. Die meisten wurden zwischen 1995 und 2000 entdeckt. Drei Beispiele wurden in den frühen 1980er Jahren im nördlichen Sudan gefunden. Meist fehlen sinnvolle Strukturen oder erkennbare Anordnungen der Töpfereien. In vielen Fällen sind die Ringe und Scheiben als Einzelfunde gefunden worden. Eine kleine Anzahl von Fundorten produzierte Assemblagen, die wahrscheinlich im ursprünglichen Zustand waren. Im Jahr 2000 wurden die vorläufigen Indizien zu diesem Keramiktyp zusammengefasst.
Neue Forschungen haben einige Details über die Clayton-Ringe erbracht. Obwohl direkte Belege für die Verwendung fehlten, können einige Annahmen aufgrund der klimatischen und ökologischen Grundlagen getroffen werden. Die Analyse der Verschleißspuren kam nicht zu signifikanten Ergebnissen. Clayton-Ringe wurden nur in der Wüste gefunden. Die Datierung um 3200/3100 v. Chr. liegt nach dem Ende der nassen Zeit, die um 3300 v. Chr. endet. Die Wüstengebiete sind, abgesehen von Clayton-Ringen, nahezu frei von archäologischem Material aus der Zeit nach 3300 v. Chr.
Aufgrund der Abwesenheit von anderem kulturellen Material an den Fundorten können diese als kurzfristige Lagerplätze erkannt werden. Vermutlich sind die Ringe Teil der Überlebensstrategien oder -techniken für die Wüstenreisenden dieser Zeit.
Dorothea Brückner und Tilman Musch (2020) stellen die Hypothese auf, dass die Clayton-Ringe zur Bienenhaltung genutzt worden sein könnten.